# Icône de la Vierge à la fleur qui ne fane pas

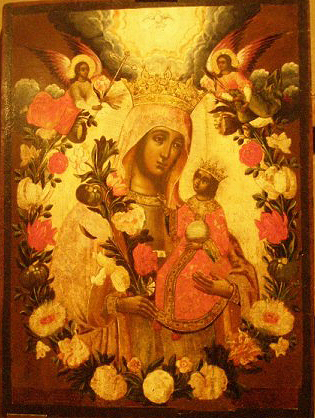

Icône de la Vierge à la fleur qui ne fane pas est une icône de la Mère de Dieu vénérée dans les églises orthodoxes.

## Histoire
La création de l'image remonte au XVIIe siècle sur le Mont Athos (selon d'autres sources, le lieu de création est Constantinople). La base littéraire de l'image est constituée des textes des akathistes byzantins, dans lesquels la Vierge Marie (et même le Christ) est comparée à des fleurs persistantes et parfumées. L'élément artistique a été influencé par la tradition iconographique occidentale.

## Icône
Les icônes de « Notre-Dame à la couleur inaltérable » sont extrêmement diverses, ce qui est typique de l’iconographie d’origine tardive. En même temps, ils ont un détail obligatoire: les fleurs, qui sont placées dans des pots de fleurs ou tissées en guirlandes, décorent des baguettes florissantes ou constituent un piédestal sur lequel sont représentés le Christ et la Mère de Dieu. Parfois, ces icônes portent de longues inscriptions. Le plus souvent, Marie et l'Enfant dans les icônes de « Notre-Dame de la Couleur Inaltérable » sont vêtus de robes et de couronnes royales. Marie peut être représentée soit à hauteur de taille, soit assise sur un trône, et peut avoir la tête découverte. Cela indique l'hétérogénéité des sources iconographiques des icônes.
L'un des types iconographiques est la Mère de Dieu tenant l'enfant Christ dans sa main gauche, et les lys blancs (parfois des roses ou d'autres fleurs) sont tenus soit par la Mère de Dieu, soit par le Christ. Les lys dans l'iconographie sont une fleur symbolique de la Vierge Marie, de sa pureté et de sa pureté, de la pérennité de sa virginité, ce sont celles que l'Archange Gabriel présente à la Mère de Dieu le jour de l'Annonciation. La rose, reine des fleurs et symbole universel de l’amour, est aussi la fleur de la Vierge Marie. Un autre type - la Mère de Dieu fait face à l'Enfant, debout en vêtements royaux sur un pied haut (trône), elle le soutient de sa main gauche, et dans sa main droite elle a un bâton fleuri de fleurs paradisiaques (une allégorie du Image de l'Ancien Testament de la Mère de Dieu comme « le bâton issu de la racine de Jessé »). Il existe également d'autres options. La célébration en l'honneur de l'icône dans l'Église orthodoxe a lieu le 3 (16) avril, auparavant elle avait également lieu le 31 décembre (13 janvier).
Des temples en l'honneur de l'icône ont été consacrés à Roubliovo, le village du parc forestier d'Oulianovsk, et à Soumarokov, raïon de Rouza.